# كالهون ألين
كالهون ألين (بالإنجليزية: Calhoun Allen) هو شخصية أعمال وضابط وسياسي أمريكي، ولد في 8 فبراير 1921 في شريفبورت في الولايات المتحدة، وتوفي بنفس المكان في 23 فبراير 1991. حزبياً، نشط في الحزب الجمهوري والحزب الديمقراطي.